# Landes et pelouses serpentinicoles du sud corrèzien
Landes et pelouses serpentinicoles du sud corrèzien este o arie protejată (sit de importanță comunitară — SCI) din Franța întinsă pe o suprafață de 115 ha, integral pe uscat.

## Localizare
Centrul sitului Landes et pelouses serpentinicoles du sud corrèzien este situat la coordonatele 44°59′26″N 1°55′48″E / 44.99056°N 1.93°E.

## Înființare
Situl Landes et pelouses serpentinicoles du sud corrèzien a fost declarat arie specială de conservare în baza directivei 92/43 din 1992 referitoare la conservarea habitatelor naturale și a faunei și florei sălbatice pentru a proteja un număr necunoscut de specii din flora spontană și fauna sălbatică aflate în arealul zonei.

## Biodiversitate
Situată în ecoregiunile atlantică și continentală, aria protejată conține 11 habitate naturale: Pajiști umede nord-atlantice cu Erica tetralix, Pante stâncoase silicioase cu vegetație casmofită, Pajiști uscate europene, Formațiuni de Juniperus communis pe lande sau pajiști calcaroase, Roci stâncoase cu vegetație pionieră de Sedo-Scleranthion sau Sedo albi-Veronicion dillenii, Pajiști uscate seminaturale și facies de acoperire cu tufișuri pe substraturi calcaroase (Festuco-Brometalia) (* situri importante pentru orhidee), Formațiuni ierboase bogate în specii de Nardus, dezvoltate pe substraturi silicioase în zone montane (și în zone submontane, în Europa continentală), Păduri de fag acidofile atlantice, cu subarboret de Ilex și, uneori, de asemenea, Taxus, la nivelul arbuștilor (Quercion robori-petraeae sau Ilici-Fagenion), Fânețe de joasă altitudine (Alopecurus pratensis, Sanguisorba officinalis), Păduri aluvionare cu Alnus glutinosa și Fraxinus excelsior (Alno-Padion, Alnion incanae, Salicion albae), Pajiști cu Molinia pe soluri calcaroase, turboase sau argilos-nămoloase (Molinion caeruleae).
La baza desemnării sitului se află un număr nedeclarat de specii protejate.
Pe lângă speciile protejate, pe teritoriul sitului au mai fost identificate 19 specii de plante, 4 specii de păsări, 1 specie de nevertebrate.